# Кутлу Арслан
Кутлу Арслан (груз. ყუთლუ არსლანი) — грузинский политик XII века, иногда называемым грузинским Симоном де Монфором из-за его восстания, примерно в 1184 году, против неограниченной царской власти.

## Биография
Грузинизированный кыпчак («накивчагари»), его происхождение связано с тюркскими племенами с Северного Кавказского степного региона, которые были переселены в Грузию при царе Давиде IV (1089–1125). В ярком контрасте с старыми, часто бунтующими грузинскими феодалами, Кутлу Арслан представлял обласканных обывателей и военнослужащих, которые достигли признания своей верности грузинскому царю Георгию III (1156–1184), на которого работал Кутлу в качестве визира и мечурчлетухуцеси (казначей), должность, которую он занимал и после восхождения царицы Тамары на трон в 1184 году. Примерно в это же время он возглавил группу дворян и граждан, предложивших идею ограничения царской власти парламентским законодательным органом, который, по мнению Кутлу Арслана и его последователей, должен был состоять из двух палат: Дарбази (буквально «зал») или собрания, которое время от времени собиралось, чтобы следить за развитием царства, и Карави (буквально «лагерь»), законодательного органа, работавшего в режиме постоянных сессий. Спор между «партией Карави» и сторонниками неограниченной царской  власти завершился арестом Кутлу Арслана. В ответ на это его сторонники подняли восстание и направились к дворцу царицы. Тамара согласилась освободить лидера оппозиции, но его идеи так и не были реализованы.